# 奇科阿納縣

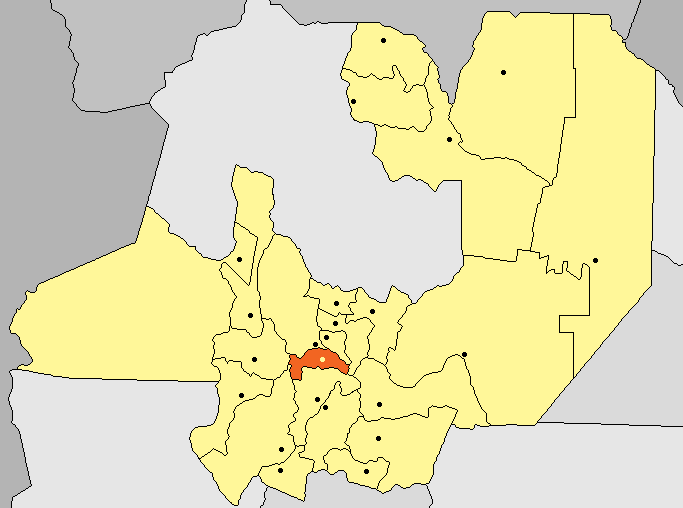

25°6′9″S 65°32′7″W / 25.10250°S 65.53528°W
奇科阿納縣（西班牙語：Departamento de Chicoana），是阿根廷的縣份，位於該國西北部薩爾塔省，首府設於奇科阿納，面積910平方公里，該地區的地震活動頻繁和低強度，2010年人口18,248，人口密度每平方公里20人。